# Département Organisation et Orientation
Le département Organisation et Orientation (DOO) (ou plus rarement département de l’Organisation et de la Direction, DOD) est un service faisant partie du Comité central du Parti des travailleurs de Corée en Corée du Nord.
Sa principale responsabilité est de « mettre pleinement en œuvre l'enseignement et les décisions du Suryeong [Grand Leader] », l'ancien secrétaire général du Parti Kim Il-sung. Le département était initialement une division au sein du département des Affaires générales du Parti des travailleurs de Corée, mais a finalement été dissocié et a été créé lors de la 3e session plénière du 2e Comité central en tant que Comité d'organisation.
Depuis la prise de pouvoir de Kim Jong-il en 1994, le DOO est devenu un organe important du régime, avec un réel impact.

## Pouvoir
Selon le transfuge nord-coréen Jang Jin-sung, le DOO est « la seule entité qui compte réellement en matière de prise de décision ou d'élaboration de politiques » et reflète la structure autocratique du gouvernement. Le spécialiste nord-coréen Nicolas Levi qualifie le DOO de « cœur du système politique nord-coréen ».
Hwang Jang-yop, un autre transfuge de haut rang, a déclaré que les principales personnalités de la Corée du Nord appartiennent au DOO. Ses fonctionnaires accompagnent régulièrement le Guide suprême lors d'inspections et d'apparitions sur le terrain. Certains de ses pouvoirs ont été accordés au département Administratif du PTC, dans le but d'affaiblir l'influence de ceux qui travaillent au sein du DOO. Cependant, avec l'exécution de Jang Song-taek, le chef du département Administratif, le département Administratif lui-même a été dissous peu de temps après, en février 2014.
Il y a ceux, comme le transfuge Jang Jin-sung, qui soutiennent actuellement que les dirigeants des DOO sont les vrais dirigeants de la Corée du Nord, et que Kim Jong-un est une marionnette,. Il fait valoir que Hwang Pyong-so, le premier chef adjoint des DOO, par le biais de son poste de directeur du Bureau politique général de l'armée populaire coréenne, était le véritable dirigeant du pays parce que (Jang pense) qu'il contrôlait le nominations et révocations d'officiers militaires.
Il a conclu que Kim Jong-un resterait une marionnette tant que les anciens protégés de Kim Jong-il contrôleraient toujours le DOO. Michael Madden du North Korea Leadership Watch n'est pas d'accord, affirmant à la place que le DOO applique les directives du « Guide suprême » et n'est pas assez puissant pour introduire lui-même des directives. En octobre 2017, le Comité central du Parti des travailleurs de Corée a nommé l'assistant de confiance de Kim Jong-un, Choe Ryong-hae, en tant que directeur,. Le premier directeur adjoint actuel est Hwang Pyong-so. D'autres directeurs adjoints incluent Kim Kyong-ok, Ri Man-gon et Jo Yong-won.

## Structure dirigeante
Le chef du DOO est généralement l'une des figures les plus influentes du pays, ce qui est prouvé par le fait que Kim Jong-il (le secrétaire général du PTC de 1997 à 2011) a dirigé le DOO de février 1974 jusqu'à sa mort en 2011, et que le premier chef du DOO était Kim Il-sung, le fondateur de l'État nord-coréen. Sous la direction de Kim Jong-il, le DOO est devenu le centre du pouvoir au sein du PTC. Les chefs adjoints (parfois appelés directeurs adjoints) sont des figures de proue de l'establishment nord-coréen, l'un d'eux les comparant à « une sorte de sacerdoce d'élite en RPDC ».
Il convient de noter que tous les administrateurs généraux ne participent pas réellement aux affaires du ministère, puisque le titre lui-même leur confère un statut spécial. Par exemple, les membres du secrétariat du PTC sont des administrateurs généraux de droit du DOO ce droit a été étendu à certains membres du secrétariat personnel de Kim Jong-il et à des diplomates clés.
La raison en est que les fonctionnaires travaillant au sein du DOO ne sont pas soumis à la juridiction de la loi de l'État ou des statuts des partis (ce qui est le cas depuis les années 1980 lorsque Kim Jong-il a publié un mémorandum qui a transformé le DOO en une sorte d'organisation secrète). Les sanctions contre les administrateurs généraux sont confidentielles du reste du parti.
Malgré ces avantages, les administrateurs généraux sont sous la surveillance personnelle du grand chef; par exemple, dans les années 1990, Yun Sung-kwan, en tant qu'administrateur général, a pris le contrôle des affaires du DOO sur une base de deux ans, mais a été démis de ses fonctions, car Kim Jong-il pensait qu'il avait accumulé trop de pouvoir entre ses mains. Un cas similaire a eu lieu en 2003, lorsque Jang Song-taek a été démis de ses fonctions.

## Organisation interne
Le département est subdivisé en différente parties :
- Bureau de la vie du parti (Office for Party Life)
- Bureau des affaires générales
- Bureau des appels
- Bureau d'orientation locale
- Bureau d'enregistrement des membres

## Dirigeants

### Directeurs
- Kim Il-sung (1948–1952), chef du comité d'organisation
- Pak Yong-bin (1952–1959), chef du département Organisation
- Kim Yong-ju (1960[14]–1974), chef du département Organisation et orientation
- Kim Jong-il (1974–1992), chef du département Organisation et orientation[15]
- Yun Sung-gwan (1992–1993)[15]
- Kim Jong-il (1994–2011)[15]
- Kim Kyong-hui (2011-2012)[15]
- Kim Jong-un (2012–2017)[15]
- Choe Ryong-hae (2017–2019)[15]
- Ri Man-gon (2019–présent)

### Directeur adjoint
- Jang Song Thaek (premier directeur adjoint du DOO)[16]